# Dispositivo mobile

Degli smartphone

Un dispositivo mobile, in informatica e elettronica, indica tutti quei dispositivi elettronici che sono pienamente utilizzabili seguendo la mobilità dell'utente quali telefoni cellulari, palmari, smartphone, tablet, laptop, lettori MP3, ricevitori GPS ecc. Il termine designa dunque in modo generico le tecnologie di elaborazione o accesso ai dati (anche via Internet) prive di vincoli sulla posizione fisica dell'utente o delle apparecchiature coinvolte. 
L'espressione "computer mobile" (mobile computer) viene talvolta usata per riferirsi alle apparecchiature utilizzate. Con il termine Mobile Internet Device (spesso abbreviato in MID) vengono indicati invece alcuni particolari dispositivi destinati soprattutto alla navigazione in Internet e pensati soprattutto per un pubblico non professionale, il cui sviluppo è stato portato avanti nel corso del 2007.

## Storia
Le origini del mobile computing si possono ricondurre alla progressiva diffusione dei personal computer portatili, a sua volta legata ai progressi tecnologici che hanno consentito una progressiva riduzione delle dimensioni dei componenti hardware. La categoria dei portatili ha subito una rapida evoluzione negli ultimi decenni, dando origine a una ampia classe di categorie di computer a basso ingombro come laptop, notebook, tablet PC e così via, fino ai palmari. Contemporaneamente alla miniaturizzazione dei computer, altri dispositivi digitali di piccole dimensioni (come fotocamere digitali, lettori mp3, telefoni cellulari, navigatori GPS) hanno visto un accrescimento delle loro capacità di calcolo e delle loro possibilità di interconnessione, portando a un mercato in cui il confine fra computer e altri dispositivi è sempre più sfumato.
Contemporaneamente, il diffondersi delle tecnologie wireless per la connessione a Internet e in rete ha contribuito a facilitare l'uso di questi strumenti per la trasmissione e la ricezione dati. Questo nuovo scenario ha contribuito all'avvento di una nuova generazione di dispositivi di calcolo miniaturizzati che enfatizzano fortemente l'accesso alla rete, come i notebook e i MID (Mobile Internet Device).
Termini come pervasive computing o ubiquitous computing sono stati recentemente coniati per indicare la possibilità di accedere alla rete e a sistemi di memorizzazione ed elaborazione dati praticamente in tutti i contesti e attraverso una varietà di dispositivi.

## Descrizione
La tecnologia dei computer mobili si distingue da quella dei computer portatili in quanto enfatizza la possibilità di usare il computer anche in movimento (per esempio in automobile). Possono essere dunque dispositivi dedicati oppure general purpose, comunque di dimensioni e peso ridotti tali da poter essere trasportati dall'utente. Storicamente i primi dispositivi di questo tipo sono stati i telefoni cellulari di prima generazione. Alcuni di questi dispositivi quali telefoni cellulari, smartphone e tablet assumono importanza all'interno del contesto del cosiddetto web mobile con fette di mercato in continua espansione.
Caratteristica peculiare di questi dispositivi è in genere la minor capacità di elaborazione o processamento e memorizzazione attraverso processori meno veloci e memorie meno capienti rispetto ai dispositivi fissi (es. personal computer) per via delle loro dimensioni ridotte e della conseguente semplificazione dell'hardware. In molti casi fanno uso di sistemi operativi ad hoc (sistemi operativi per dispositivi mobili) e applicazioni ad hoc in linea con le risorse hardware disponibili (programmazione per dispositivi mobili). Fanno eccezione i laptop che hanno ormai raggiunto prestazioni e caratteristiche hardware/software del tutto simili ai dispositivi fissi. La convergenza nel prossimo futuro renderà questi dispositivi sempre più simili nelle prestazioni ai dispositivi fissi pur mantenendo le loro peculiarità in termini di dimensioni ridotte. Un problema molto sentito inerente ai dispositivi mobili connessi al web è quello della sicurezza.

### Applicazioni
Oltre a ridurre in generale i vincoli geografici nell'accesso a dati e programmi, consentendo quindi l'accesso ubiquo ad applicazioni tradizionali (front-end mobile), il mobile computing favorisce lo sviluppo di applicazioni specifiche. Il mobile commerce (applicazioni per il commercio elettronico accedute attraverso dispositivi mobili), per esempio, può usufruire di tecnologie come GPS e database cartografici per evolvere in location-based commerce, ovvero una forma di e-commerce basata sui seguenti principi:
- Ubicazione: possibilità di determinare la posizione di una persona o una cosa;
- Navigazione: possibilità di tracciare un percorso da una località a un'altra;
- Tracciamento: controllo dei movimenti di una persona o una cosa;
- Mappatura: creazione di mappe di località geografiche specifiche;
- Timing: determinazione delle coordinate temporale di un determinato evento in una determinata località.

Un altro settore in cui si registra una forte evoluzione è la salute mobile, ovvero le applicazioni del mobile computing alla medicina.

### Limiti
Il mobile computing è vincolato da una serie di problemi e limitazioni specifici:
- Scarsità di larghezza di banda: se l'utente deve poter accedere a una rete come Internet in movimento, deve ricorrere a sistemi wireless WAN lenti, destinati in primo luogo per l'uso dei telefono;
- Norme di sicurezza: quando si lavora con un sistema mobile si è dipendenti da reti pubbliche, che richiedono un attento uso di VPN;
- Consumo: dato che la rete elettrica non può essere utilizzata, i computer portatili richiedono batterie ricaricabili a lunga durata, a parte alcune eccezioni (per esempio dispositivi per l'uso in automobile che possono essere alimentati attraverso l'accendisigari);
- Interferenze di trasmissione: le condizioni atmosferiche e la conformazione del territorio possono comportare problemi di ricezione e trasmissione, soprattutto in ambienti chiusi come gallerie ed edifici;
- Potenziali danni alla salute: i potenziali danni alla salute causati da radiazioni emesse da cellulari e reti wireless non sono ancora noti. Questi dispositivi possono interferire con i dispositivi medici sensibili.

## MID

### Differenze tra MID e UMPC
I dispositivi MID sono in realtà molto simili agli UMPC e possono essere visti come una sorta di "fratelli minori", in quanto pur riprendendone in buona parte le caratteristiche hardware, sono in genere utilizzati non come veri e propri sostituivi dei notebook o dei palmari ma più che altro come dei dispositivi attraverso cui accedere liberamente alla rete Internet. Lo schermo è tattile tra i 4,5 e i 6 pollici (con risoluzioni comprese fra 800x480 e 1024x600 pixel) e, secondo Intel, saranno utilizzati anche come lettore musicale o come dispositivi di accesso per le reti sociali come MySpace e Facebook. In questo senso possono essere visti come dispositivi a metà strada tra gli Smartphone e i veri UMPC.
Dal punto di vista software, data la necessità di mantenere bassi i prezzi di vendita, tali dispositivi sono generalmente basati su particolati versioni embedded, dotate di funzionalità "sensibili al tocco", del sistema operativo GNU/Linux, al posto del tradizionale Microsoft Windows installato sui normali UMPC, che può comunque venire installato date le similitudini nell'hardware utilizzato.
Per promuovere adeguatamente il lancio di questo nuovo tipo di dispositivi, Intel ha annunciato la collaborazione con Ubuntu per sviluppare una speciale distribuzione "Ubuntu for Mobile Internet Devices". Inoltre ad aprile 2007 è stata fondata la Mobile Internet Device Innovation Alliance, che ha il compito di sviluppare una serie di prototipi di MID allo scopo di verificare il reale interesse del pubblico e la fattibilità di alcune idee teoriche. Tra le aziende che fanno parte della nuova "alleanza" si possono citare: ASUS, Compal, Quanta, Inventec, BenQ e HTC.

### Differenze tra MID e Netbook
Concettualmente, i MID sono molto simili ai Netbook, anch'essi destinati soprattutto alla navigazione, il cui sviluppo è stato portato avanti nel corso del 2007 da parte di Intel. La principale differenza risiede nelle dimensioni fisiche; mentre i MID sono derivati dagli UMPC e hanno quindi dimensioni molto contenute con schermi tra i 4 e i 7 pollici e spesso in formato tascabile, in genere i Netbook derivano dai portatili di piccole dimensioni e integrano sempre e comunque la tastiera (spesso assente nei MID); anche lo schermo è più grande in questi dispositivi, in genere compreso tra i 7 e i 10,2 pollici.

### Tipi di MID
Al momento della presentazione al pubblico avvenuta all'Intel Developer Forum di Pechino nella primavera del 2007, Intel ha annunciato l'esistenza di 3 classi distinte di dispositivi MID, che si differenziano tra loro in base alle differenti caratteristiche utili ai vari tipi di utenti:
- Stay In touch MID - Intel indica come potenziale target per questo tipo di MID gli utenti maggiormente appassionati di tecnologia e alla ricerca della connettività permanente (un esempio tipico sono gli utenti più giovani). La caratteristica della connessione permanente porta necessariamente lo sviluppo di tali soluzioni verso la ricerca della portabilità estrema e della massima esperienza possibile in termini di "comunicazione personale". Secondo Intel quindi, i dispositivi di questo tipo devono essere dotati di schermi di dimensioni ridotte (nell'ordine dei 4" o 5") e non superare i 300 g di peso, proprio per poter essere trasportati comodamente. La sezione di connettività è affidata allo standard Wi-Fi per il collegamento ad Internet, e Bluetooth per la connessione senza fili ad un dispositivo cellulare (meglio se 3G). A completare la dotazione non dovrebbero mancare una webcam per effettuare videoconferenze e chiamate VoIP, oltre a software di messaggistica istantanea specificatamente ottimizzato per questo tipo di dispositivi.
- Be Entertained MID - il secondo tipo di MID mostrato da Intel si indirizza più generalmente a tutti gli utenti che fanno un uso intensivo di Internet, sia esso per svago o per lavoro. Le caratteristiche hardware, in termini soprattutto di dimensioni e peso, sono molto simili a quelle previste dal primo tipo, ma devono essere in grado di supportare adeguatamente le varie fonti di intrattenimento digitale, grazie anche ad uno schermo ad alta risoluzione e ad altri componenti (webcam e altoparlanti) di fascia medio-alta. Oltre a questo, Intel ha indicato la necessità di dotare tali dispositivi anche di pulsanti disposti ai lati dello schermo specificatamente rivolti alla gestione della riproduzione multimediale e per l'esecuzione di videogiochi. Oltre a questo, a livello software devono essere presenti anche applicazioni in grado di offrire il supporto alla visione di programmi TV in standard DVB-H.
- Access Info & Locate MID - il terzo tipo di dispositivi MID è stato sviluppato da Intel guardando agli utenti che necessitano di strumenti altamente portatili per la produttività personale. Per essere utile in campo professionale, questo tipo di MID deve comprendere dispositivi in grado di offrire molto facilmente la consultazione di notizie on line, informazioni sul traffico via radio FM, navigatore satellitare e agenda appuntamenti, oltre alla gestione di e-mail. Per il resto le caratteristiche hardware rimangono simili a quelle degli altri tipi, con particolare attenzione, anche in questo caso, alla connettività di rete, oltre che ad un ricevitore GPS, necessario per il funzionamento come navigatore satellitare. A livello software devono essere presenti servizi LBS (Location-Based Services) e di cifratura dei dati per evitare la divulgazione impropria di informazioni riservate, specialmente in caso di furti.

### Da Intel piattaforme specifiche anche per i MID
Dopo l'enorme successo della piattaforma Centrino che ha contribuito in maniera fondamentale nella diffusione sempre più massiccia delle soluzioni portatili, Intel non ha assolutamente trascurato lo sviluppo di questo nuovo settore dell'informatica mobile e, dopo i primi due anni in cui ha reso disponibili alcune versioni a basso consumo dei propri processori per il settore dei dispositivi portatili, come le versioni ULV (Ultra Low Voltage) a voltaggio ridotto delle CPU Pentium M Dothan e Core Solo Yonah, ha deciso di sviluppare alcuni prodotti specificatamente per il settore degli UMPC.
Inizialmente l'interesse era limitato proprio agli UMPC, ma a metà 2007 Intel ha dimostrato di essere interessata anche allo sviluppo proprio dei MID (generalmente più economici), seppure sfruttando le stesse tecnologie impiegate per l'obiettivo principale ovvero gli UMPC.
La prima piattaforma, sviluppata dal produttore statunitense che è stata alla base anche dei dispositivi MID è in realtà la seconda generazione di piattaforme sviluppate per gli UMPC, conosciuta come McCaslin e basata sul processore Stealey, arrivata sul mercato nel corso del 2007. In realtà, Intel ritiene che la vera diffusione di questi nuovi dispositivi inizierà grazie alla nuova piattaforma Menlow (poi rinominata Centrino Atom) e basata sul processore Silverthorne, in arrivo nel secondo trimestre 2008. Successivamente, nel 2009, sarà il momento della piattaforma Moorestown che a sua volta, apporterà una vera rivoluzione in questo settore, grazie al processore Lincroft che sarà la prima CPU di questo settore progettata secondo un approccio del tipo System on a Chip (SoC), ovvero integrando al suo interno anche il chipset, nelle sue componenti northbridge e southbridge. In questo modo un unico chip conterrà sia il tradizionale processore, sia il controller della memoria RAM, la circuiteria di input/output e il sottosistema grafico. Tale innovazione dovrebbe aumentare notevolmente l'autonomia di esercizio delle soluzioni UMPC.